# Cystodictya flexuosa
Cystodictya flexuosa är en mossdjursart som beskrevs av Mather 1915. Cystodictya flexuosa ingår i släktet Cystodictya och familjen Cystodictyonidae. Inga underarter finns listade i Catalogue of Life.